# Třebkov
Třebkov je malá vesnice, část obce Předotice v okrese Písek v Jihočeském kraji. Nachází se asi jeden kilometr jižně od Předotic. Prochází zde dálnice D4. Je zde evidováno 36 adres. V roce 2011 zde trvale žilo 61 obyvatel.
Třebkov je také název katastrálního území o rozloze 1,99 km².

## Historie
První písemná zmínka o vesnici pochází z roku 1411.

## Obyvatelstvo
| Rok            | 1869 | 1880 | 1890 | 1900 | 1910 | 1921 | 1930 | 1950 | 1961 | 1970 | 1980 | 1991 | 2001 | 2011 | 2021 |
| -------------- | ---- | ---- | ---- | ---- | ---- | ---- | ---- | ---- | ---- | ---- | ---- | ---- | ---- | ---- | ---- |
| Počet obyvatel | 232  | 208  | 190  | 161  | 152  | 157  | 153  | 125  | 122  | 103  | 65   | 45   | 43   | 61   | 84   |
| Počet domů     | 28   | 29   | 28   | 29   | 29   | 27   | 29   | 31   | 28   | 27   | 23   | 20   | 29   | 33   | 35   |

## Obecní správa
Při sčítání lidu v letech 1850–1962 Třebkov byl samostatnou obcí v okrese Písek. V letech 1963–1987 byl částí obce Podolí II v okrese Písek. Od 1. ledna 1988 do 28. února 1990 byl částí obce Čížová v okrese Písek. Od 1. března 1990 je částí obce Předotice v okrese Písek. V letech 1850–1929 k obci patřily Křešice a Předotice.

## Pamětihodnosti
- Zděná zvonice ve vesnici

## Galerie

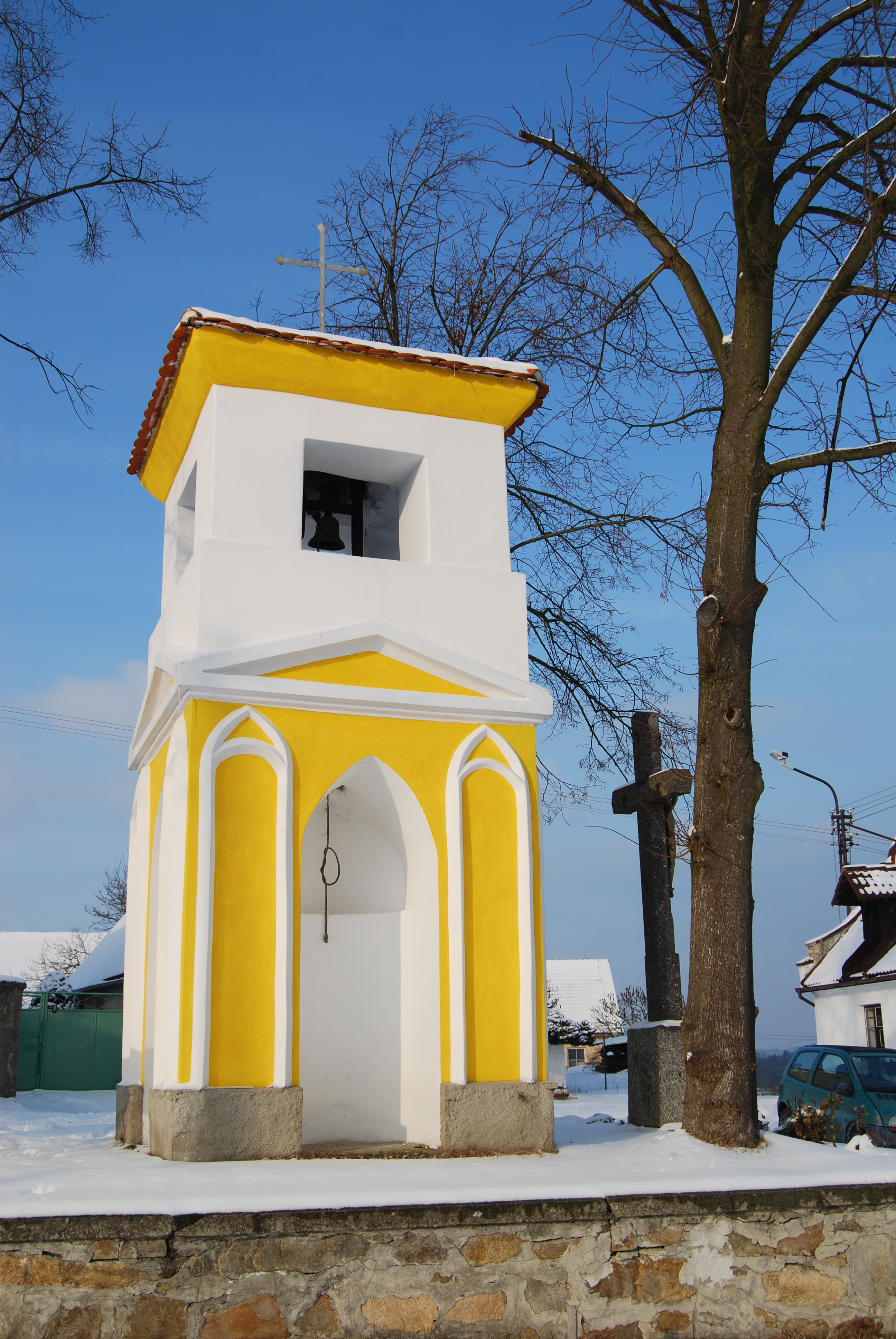
Zvonice ve vsi
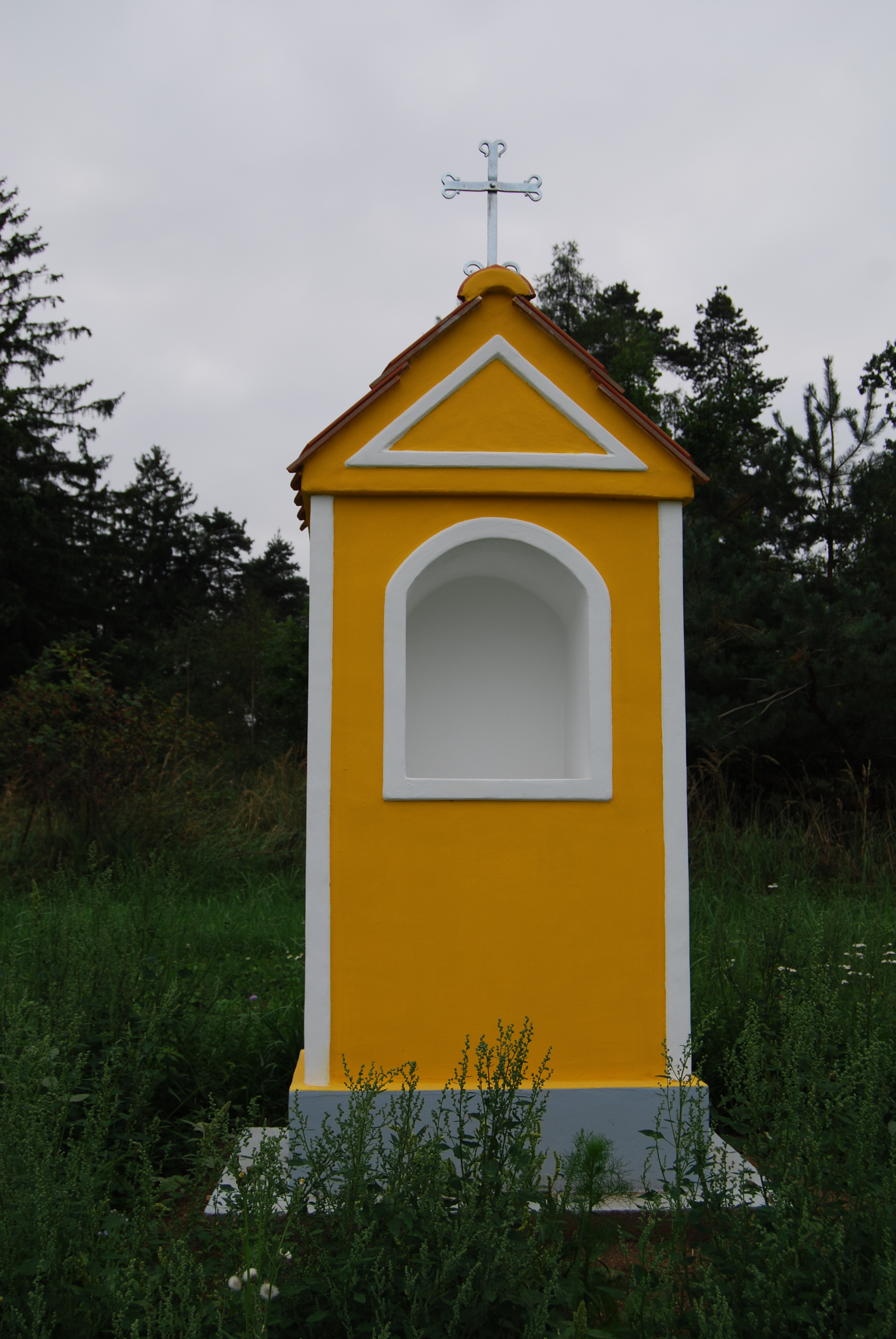
Kaple poblíž vesnice
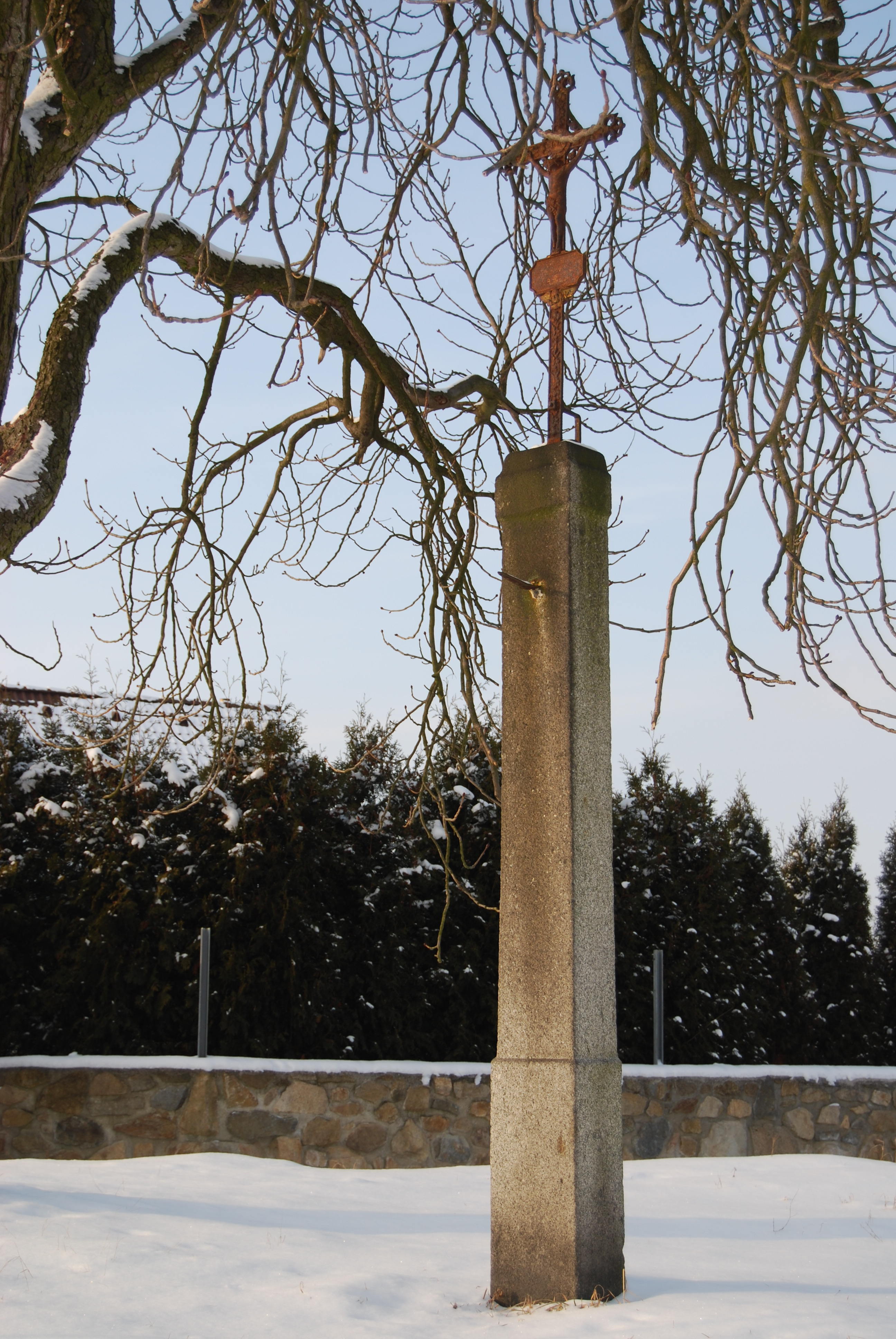
Kříž ve vsi